# Mangueta de dirección

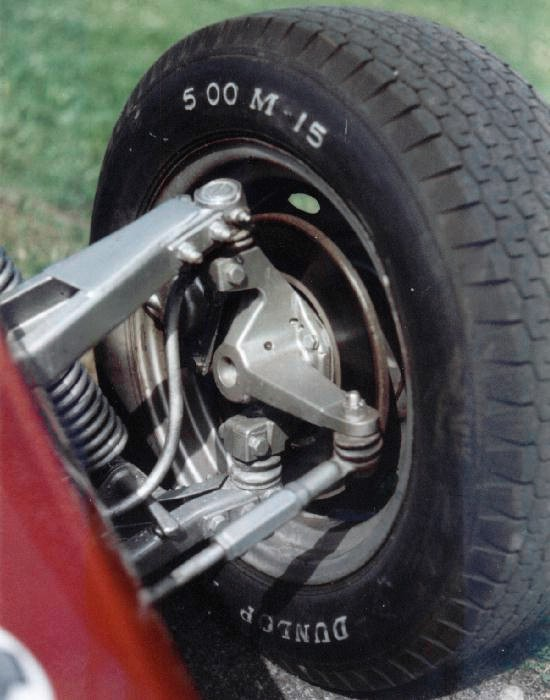
Suspensión por triángulos superpuestos

La mangueta de dirección - steering knuckle o upright en inglés - es un elemento de la suspensión y dirección del automóvil. Se trata del elemento que contiene el cubo o vástago sobre el que gira la rueda, conectándola al mismo tiempo con los componentes de la suspensión y de la dirección. De este modo, la rueda y el freno se sujetan al cubo o vástago mediante un buje que rota, mientras es portado por la mangueta que sigue los movimientos de la suspensión y gira sobre su eje de pivote geométrico.
Diseñadas por el prolífico inventor Sterling Elliott, supusieron una evolución del sistema tradicional de pivote de dirección - kingpin trunnion -, con la inclusión de rótulas para conectar mangueta y brazos lo que simplificó enormemente el diseño de los sistemas de dirección en vehículos con suspensión independiente delantera. Los tres grados libertad de las rótulas hicieron innecesaria la existencia de un eje de pivote físico sobre el que girase la dirección, -que pasa a ser la línea que une el centro de las rótulas inferior y superior- permitiendo una mayor libertad de diseño y un menor estrés mecánico en el ajuste de los ángulos de caída, avance y convergencia. A cambio el sistema es relativamente frágil por lo que no se emplea en vehículos industriales pesados ni en todo terrenos puros, fieles al eje rígido delantero con pivotes de dirección. 
En la fotografía se aprecia un suspensión de triángulos superpuestos. La mangueta aparece sujeta a los triángulos superior e inferior. El buje está sujeto al vástago (no visible) que sale de la mangueta en su punto central. Por delante se aprecia el brazo de la mangueta al que se conecta el tirante de la dirección.

## Tipos

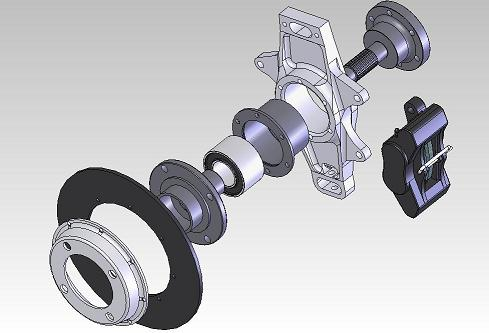
Despiece de una mangueta

Las manguetas pueden ser de muy diversas formas y tamaños en función de las aplicaciones y tipos de suspensión donde se utilicen. Aun así pueden ser divididas en dos tipos: manguetas de cubo  o hub cuando contienen un mecanismo esférico que incluye el propio buje donde engarza el semieje de la transmisión y manguetas de vástago o spindle cuando contienen un tornillo al que se sujeta un buje independiente, habituales en ruedas sin función motriz.
Su sujeción varía en función del componente al que se conecten y del grado de libertad que se busque. En las suspensiones mediante dobles triángulos, los vértices de los triángulos superior e inferior están unidos mediante rótulas para obtener un paralelogramo deformable. Sin embargo en otros tipos de suspensión como en la conexión del conjunto superior -strut- de las suspensiones McPherson, o del brazo tirado de las suspensiones Control-Blade la fijación es sólida para restringir el movimiento en un solo plano. En otros casos como en la conexión del trapecio a la mangueta de la supensión Revoknucle de General Motors, se emplea un cojinete para restringir el movimiento a dos planos.

## Aplicaciones

A la izquierda, vistos desde arriba, sistemas con la rueda anclada sólidamente al brazo. A la derecha, en vista frontal, sistemas articulados sobre eje de pivote o mangueta.

En las suspensiones delanteras de vehículos de tracción trasera como las de la foto, normalmente se utilizan manguetas de vástago y la rueda y el freno se atornillan al buje que gira libremente sobre el vástago.
En las suspensiones delanteras de vehículos de tracción delantera no existe vástago, sino un cubo conectado al semieje de la transmisión que contiene el cojinete y los orificios para los tornillos de fijación de la rueda. De este modo el cubo no girará libremente sino que su movimiento está ligado al del semieje.
Por último, determinados tipos de suspensión independiente trasera -triángulos superpuestos, Mc Pherson o multilink- también utilizan manguetas no direccionales tanto en vehículos de tracción trasera como delantera. Otros sistemas de suspensión trasera más simples como el de rueda tirada o eje torsional conectan la rueda directamente al eje mediante vástagos fijos o "muñones" -trunnions o stub axles- en lugar de manguetas.